# Willem Sandbergplein
Willem Sandbergplein is een plein in Amsterdam-Zuid. Het voetgangersgebied werd op 13 maart 1996 vernoemd naar Willem Sandberg. Hij was tussen 1945 en 1963 directeur van het Stedelijk Museum Amsterdam.
Het Willem Sandbergplein is gelegen tussen de Paulus Potterstraat en het Museumplein, tussen het eerder genoemde Stedelijke Museum en het Van Gogh Museum. Het plein ligt daarbij op het profiel van een voormalig deel van de Van de Veldestraat, die aan de overkant van de Paulus Potterstraat ligt. De Van de Veldestraat liep in de tijden dat er nog een ijsclub op het Museumplein gevestigd was door tot aan dat plein. Er waren nog plannen om een aansluiting te realiseren met de Ternierstraat. Dat plan uit 1889, opgemaakt door architecten Karel Muller en Jonas Ingenohl, vond geen doorgang. Volgens de definitie die de gemeente Amsterdam hanteert begint het plein aan de rooilijn tussen beide musea en loopt ongeveer veertig meter richting het Museumplein. Volgens die gegevens haalt ze qua lengte niet eens de eindgevels van beide gebouwen. Volgens de definitie van de Basisadministratie Adressen en Gebouwen begint ze aan de stoeprand van de Paulus Potterstraat en eindigt ze op het Museumplein.
Het plein kent met die twee gebouwen toch slechts één huisnummer. Dat huisnummer 1 is gekoppeld aan een zijingang van het Van Goghmuseum, dat afhankelijk van welke gegevens men hanteert, al niet meer tot het gebied behoort. Voor de verwerking van dat adres kreeg de straat een postcode: 1071DB. Om tot die zijingang te kunnen dienen zijn er in het trottoir verankerde dranghekken geplaatst en zijn er borden voor eventuele mededelingen richting de museumbezoekers. Deze werden in december 2018 verwijderd.